# Tiere bis unters Dach/Episodenliste

Logo zur Serie

Diese Episodenliste enthält alle Episoden der deutschen Kinderserie Tiere bis unters Dach sortiert nach der deutschen Erstausstrahlung. Die Fernsehserie umfasst derzeit zehn Staffeln mit 130 ausgestrahlten Episoden.

## Übersicht
| Staffel | Episodenanzahl | Erstausstrahlung   | Erstausstrahlung   |
| Staffel | Episodenanzahl | Staffelpremiere    | Staffelfinale      |
| ------- | -------------- | ------------------ | ------------------ |
| 1       | 13             | 16. Januar 2010    | 17. April 2010     |
| 2       | 13             | 2. Juni 2011       | 13. Juni 2011      |
| 3       | 13             | 29. März 2013      | 1. April 2013      |
| 4       | 13             | 19. April 2014     | 23. November 2014  |
| 5       | 13             | 24. Mai 2015       | 27. Dezember 2015  |
| 6       | 13             | 27. März 2016      | 10. September 2017 |
| 7       | 13             | 23. September 2018 | 28. Oktober 2018   |
| 8       | 13             | 6. September 2020  | 9. Mai 2021        |
| 9       | 13             | 8. Mai 2022        | 26. Juni 2022      |
| 10      | 13             | 12. November 2023  | 26. Mai 2024       |

## Staffel 1
| Nr. (ges.) | Nr. (St.) | Originaltitel       | Erstausstrahlung D | Regie              | Drehbuch                    |
| ---------- | --------- | ------------------- | ------------------ | ------------------ | --------------------------- |
| 1          | 1         | Hundeherz           | 16. Jan. 2010      | Jörg Grünler       | Sebastian Andrae            |
| 2          | 2         | Pony in Not         | 23. Jan. 2010      | Jörg Grünler       | Sebastian Andrae            |
| 3          | 3         | Vogelfrei           | 30. Jan. 2010      | Guido Pieters      | Sebastian Andrae            |
| 4          | 4         | Schafskälte         | 6. Feb. 2010       | Maria Wiesler      | Sebastian Andrae            |
| 5          | 5         | Schlangenbeschwörer | 13. Feb. 2010      | Peter Lichtefeld   | Sebastian Andrae            |
| 6          | 6         | Dickhäuter          | 27. Feb. 2010      | Peter Lichtefeld   | Sebastian Andrae            |
| 7          | 7         | Bocksprünge         | 6. März 2010       | Brigitta Dresewski | Sebastian Andrae            |
| 8          | 8         | Poltergeist         | 13. März 2010      | Brigitta Dresewski | Sebastian Andrae            |
| 9          | 9         | Waldläufer          | 20. März 2010      | Brigitta Dresewski | Sebastian Andrae, Bele Nord |
| 10         | 10        | Katzenjammer        | 27. März 2010      | Brigitta Dresewski | Sebastian Andrae            |
| 11         | 11        | Turteltauben        | 3. Apr. 2010       | Brigitta Dresewski | Sebastian Andrae, Bele Nord |
| 12         | 12        | Pferdestärken       | 10. Apr. 2010      | Brigitta Dresewski | Sebastian Andrae            |
| 13         | 13        | Schwein gehabt      | 17. Apr. 2010      | Brigitta Dresewski | Sebastian Andrae            |

## Staffel 2
| Nr. (ges.) | Nr. (St.) | Originaltitel     | Erstausstrahlung D | Regie              | Drehbuch         |
| ---------- | --------- | ----------------- | ------------------ | ------------------ | ---------------- |
| 14         | 1         | Der Wolf kommt    | 2. Juni 2011       | Andreas Morell     | Sebastian Andrae |
| 15         | 2         | Kleiner Tierfeind | 2. Juni 2011       | Andreas Morell     | Sebastian Andrae |
| 16         | 3         | Reiterfreuden     | 2. Juni 2011       | Andreas Morell     | Sebastian Andrae |
| 17         | 4         | Hundefänger       | 11. Juni 2011      | Andreas Morell     | Sebastian Andrae |
| 18         | 5         | Kopf in den Sand  | 11. Juni 2011      | Andreas Morell     | Sebastian Andrae |
| 19         | 6         | Zugvögel          | 11. Juni 2011      | Andreas Morell     | Sebastian Andrae |
| 20         | 7         | Freches Frettchen | 12. Juni 2011      | Miko Zeuschner     | Sebastian Andrae |
| 21         | 8         | Spielplatz-Terror | 12. Juni 2011      | Andreas Morell     | Sebastian Andrae |
| 22         | 9         | Bienenstich       | 12. Juni 2011      | Andreas Morell     | Sebastian Andrae |
| 23         | 10        | Wie die Wildsau   | 13. Juni 2011      | Brigitta Dresewski | Sebastian Andrae |
| 24         | 11        | Affenschande      | 13. Juni 2011      | Brigitta Dresewski | Sebastian Andrae |
| 25         | 12        | Höhlenangst       | 13. Juni 2011      | Andreas Morell     | Sebastian Andrae |
| 26         | 13        | Vampire           | 13. Juni 2011      | Brigitta Dresewski | Sebastian Andrae |

## Staffel 3
| Nr. (ges.) | Nr. (St.) | Originaltitel          | Erstausstrahlung D | Regie            | Drehbuch         |
| ---------- | --------- | ---------------------- | ------------------ | ---------------- | ---------------- |
| 27         | 1         | Königin der Tiere      | 29. März 2013      | Andreas Morell   | Sebastian Andrae |
| 28         | 2         | Kleiner Hund, was nun? | 29. März 2013      | Andreas Morell   | Sebastian Andrae |
| 29         | 3         | Komischer Kautz        | 29. März 2013      | Andreas Morell   | Sebastian Andrae |
| 30         | 4         | Party-Animals          | 30. März 2013      | Andreas Morell   | Sebastian Andrae |
| 31         | 5         | Die Bananenspinne      | 30. März 2013      | Andreas Morell   | Sebastian Andrae |
| 32         | 6         | Die Millionenkatze     | 30. März 2013      | Andreas Morell   | Sebastian Andrae |
| 33         | 7         | Der Wunderheiler       | 30. März 2013      | Andreas Morell   | Sebastian Andrae |
| 34         | 8         | Rinderwahn             | 31. März 2013      | Andreas Morell   | Sebastian Andrae |
| 35         | 9         | Fuchsjagd              | 31. März 2013      | Andreas Morell   | Sebastian Andrae |
| 36         | 10        | Trüffelschweine        | 1. Apr. 2013       | Frauke Thielecke | Sebastian Andrae |
| 37         | 11        | Ausgesetzt             | 1. Apr. 2013       | Frauke Thielecke | Sebastian Andrae |
| 38         | 12        | Goldesel               | 1. Apr. 2013       | Frauke Thielecke | Sebastian Andrae |
| 39         | 13        | Die Legende von Waldau | 1. Apr. 2013       | Frauke Thielecke | Sebastian Andrae |

## Staffel 4
| Nr. (ges.) | Nr. (St.) | Originaltitel        | Erstausstrahlung D | Regie          | Drehbuch         |
| ---------- | --------- | -------------------- | ------------------ | -------------- | ---------------- |
| 40         | 1         | Kuckucksei           | 19. Apr. 2014      | Felix Binder   | Sebastian Andrae |
| 41         | 2         | Bären sammeln        | 19. Apr. 2014      | Miko Zeuschner | Sebastian Andrae |
| 42         | 3         | Böse Brezel          | 19. Apr. 2014      | Miko Zeuschner | Sebastian Andrae |
| 43         | 4         | Die Befreiung        | 19. Apr. 2014      | Miko Zeuschner | Sebastian Andrae |
| 44         | 5         | Halbsiebenschläfer   | 20. Apr. 2014      | Miko Zeuschner | Sebastian Andrae |
| 45         | 6         | Unterirdisch         | 21. Apr. 2014      | Felix Binder   | Sebastian Andrae |
| 46         | 7         | Ponyhilfe.de         | 21. Apr. 2014      | Felix Binder   | Sebastian Andrae |
| 47         | 8         | Licht ins Dunkel     | 21. Apr. 2014      | Felix Binder   | Sebastian Andrae |
| 48         | 9         | Milchmädchenrechnung | 16. Nov. 2014      | Felix Binder   | Sebastian Andrae |
| 49         | 10        | Hexentanz            | 16. Nov. 2014      | Felix Binder   | Sebastian Andrae |
| 50         | 11        | Krokodilstränen      | 23. Nov. 2014      | Felix Binder   | Sebastian Andrae |
| 51         | 12        | Krokodiljäger        | 23. Nov. 2014      | Felix Binder   | Sebastian Andrae |
| 52         | 13        | Mach’s gut, Greta!   | 23. Nov. 2014      | Felix Binder   | Sebastian Andrae |

## Staffel 5
| Nr. (ges.) | Nr. (St.) | Originaltitel         | Erstausstrahlung D | Regie          | Drehbuch         |
| ---------- | --------- | --------------------- | ------------------ | -------------- | ---------------- |
| 53         | 1         | Reiten verboten!      | 24. Mai 2015       | Berno Kürten   | Sebastian Andrae |
| 54         | 2         | Hornissennest         | 24. Mai 2015       | Berno Kürten   | Sebastian Andrae |
| 55         | 3         | Adleraugen            | 25. Mai 2015       | Berno Kürten   | Sebastian Andrae |
| 56         | 4         | Engel gesucht!        | 25. Mai 2015       | Berno Kürten   | Sebastian Andrae |
| 57         | 5         | Ich und Kuh           | 25. Mai 2015       | Berno Kürten   | Sebastian Andrae |
| 58         | 6         | Der Salamander-Schatz | 25. Mai 2015       | Berno Kürten   | Sebastian Andrae |
| 59         | 7         | Welpenschutz          | 20. Dez. 2015      | Felix Binder   | Sebastian Andrae |
| 60         | 8         | Zorros Rückkehr       | 20. Dez. 2015      | Miko Zeuschner | Sebastian Andrae |
| 61         | 9         | Wintergäste           | 20. Dez. 2015      | Miko Zeuschner | Sebastian Andrae |
| 62         | 10        | Trampeltiere          | 27. Dez. 2015      | Miko Zeuschner | Sebastian Andrae |
| 63         | 11        | Geschenkter Gaul      | 27. Dez. 2015      | Miko Zeuschner | Sebastian Andrae |
| 64         | 12        | Wilderer              | 27. Dez. 2015      | Miko Zeuschner | Sebastian Andrae |
| 65         | 13        | Lawinenhunde          | 27. Dez. 2015      | Miko Zeuschner | Sebastian Andrae |

## Staffel 6
| Nr. (ges.)      | Nr. (St.) | Originaltitel           | Erstausstrahlung D | Regie          | Drehbuch                  |
| --------------- | --------- | ----------------------- | ------------------ | -------------- | ------------------------- |
| 66              | 1         | Bauchgefühl             | 27. März 2016      | Berno Kürten   | Sebastian Andrae          |
| 67              | 2         | Hundstage               | 27. März 2016      | Berno Kürten   | Sebastian Andrae          |
| 68              | 3         | Geh’ du alter Esel      | 28. März 2016      | Berno Kürten   | Sebastian Andrae          |
| 69              | 4         | Falscher Hase           | 28. März 2016      | Berno Kürten   | Sebastian Andrae          |
| 70              | 5         | Streuner                | 8. Sep. 2017       | Berno Kürten   | Felix Binder, Moritz Mihm |
| 71              | 6         | Pferdeflüstern          | 8. Sep. 2017       | Berno Kürten   | Anke Winschewski          |
| 72              | 7         | Ausreißer               | 8. Sep. 2017       | Berno Kürten   | Fabian Wiemker            |
| 73              | 8         | Freiheit für Cooper (1) | 9. Sep. 2017       | Berno Kürten   | Felix Binder, Moritz Mihm |
| 74              | 9         | Freiheit für Cooper (2) | 9. Sep. 2017       | Berno Kürten   | Felix Binder, Moritz Mihm |
| 75              | 10        | Ein Freund fürs Leben   | 9. Sep. 2017       | Miko Zeuschner | Fabian Wiemker            |
| 76              | 11        | Hamster im Gepäck       | 10. Sep. 2017      | Miko Zeuschner | Anke Winschewski          |
| 77              | 12        | Voodoo-Hühner (1)       | 10. Sep. 2017      | Miko Zeuschner | Berno Kürten              |
| 78              | 13        | Voodoo-Hühner (2)       | 10. Sep. 2017      | Miko Zeuschner | Berno Kürten              |
| Anmerkungen: 1. |           |                         |                    |                |                           |

## Staffel 7
| Nr. (ges.) | Nr. (St.) | Originaltitel     | Erstausstrahlung D | Regie               | Drehbuch                      |
| ---------- | --------- | ----------------- | ------------------ | ------------------- | ----------------------------- |
| 79         | 1         | Kapitaler Bursche | 23. Sep. 2018      | Berno Kürten        | Berno Kürten                  |
| 80         | 2         | Schwarze Büffel   | 23. Sep. 2018      | Berno Kürten        | Berno Kürten                  |
| 81         | 3         | Hundetränen       | 23. Sep. 2018      | Berno Kürten        | Thomas Brinx, Anja Kömmerling |
| 82         | 4         | Zickenalarm       | 30. Sep. 2018      | Berno Kürten        | Thomas Brinx, Anja Kömmerling |
| 83         | 5         | Kaninchenklau     | 30. Sep. 2018      | Andrea Katzenberger | Agnes Schruf                  |
| 84         | 6         | Adlerschwingen    | 7. Okt. 2018       | Andrea Katzenberger | Agnes Schruf                  |
| 85         | 7         | Pferdeschmerz     | 7. Okt. 2018       | Andrea Katzenberger | Thomas Brinx, Anja Kömmerling |
| 86         | 8         | Fohlenherz        | 14. Okt. 2018      | Andrea Katzenberger | Thomas Brinx, Anja Kömmerling |
| 87         | 9         | Katze in Not      | 14. Okt. 2018      | Berno Kürten        | Gregor Eisenbeiss             |
| 88         | 10        | Mutterkuh         | 21. Okt. 2018      | Berno Kürten        | Berno Kürten                  |
| 89         | 11        | Lieber Biber      | 21. Okt. 2018      | Berno Kürten        | Berno Kürten                  |
| 90         | 12        | Manege frei       | 28. Okt. 2018      | Berno Kürten        | Martin Theo Krieger           |
| 91         | 13        | Halbwild          | 28. Okt. 2018      | Berno Kürten        | Martin Theo Krieger           |

## Staffel 8
| Nr. (ges.) | Nr. (St.) | Originaltitel                 | Erstausstrahlung D | Regie               | Drehbuch                            |
| ---------- | --------- | ----------------------------- | ------------------ | ------------------- | ----------------------------------- |
| 92         | 1         | Fuchswege                     | 6. Sep. 2020       | Andrea Katzenberger | Thomas Brinx, Anja Kömmerling       |
| 93         | 2         | Familienbande                 | 6. Sep. 2020       | Andrea Katzenberger | Thomas Brinx, Anja Kömmerling       |
| 94         | 3         | Jojo, der Held                | 6. Sep. 2020       | Andrea Katzenberger | Barbara Miersch                     |
| 95         | 4         | Ausgeflogen                   | 13. Sep. 2020      | Andrea Katzenberger | Martin Theo Krieger                 |
| 96         | 5         | Nestwärme                     | 13. Sep. 2020      | Andrea Katzenberger | Martin Theo Krieger                 |
| 97         | 6         | Pommes & Fritz                | 27. Dez. 2020      | Florian Schnell     | Martin Theo Krieger, Jakob Reinhart |
| 98         | 7         | Cookie in Not                 | 27. Dez. 2020      | Florian Schnell     | Thomas Brinx, Anja Kömmerling       |
| 99         | 8         | Wer hat Angst vorm bösen Wolf | 25. Apr. 2021      | Florian Schnell     | Thomas Brinx, Anja Kömmerling       |
| 100        | 9         | Heute hier, morgen dort       | 25. Apr. 2021      | Florian Schnell     | Thomas Brinx, Anja Kömmerling       |
| 101        | 10        | Die Schafe sind los           | 2. Mai 2021        | Frank Stoye         | Thomas Brinx, Anja Kömmerling       |
| 102        | 11        | So eine Schweinerei!          | 2. Mai 2021        | Frank Stoye         | Thomas Brinx, Anja Kömmerling       |
| 103        | 12        | Zum Fressen gern              | 9. Mai 2021        | Frank Stoye         | Martin Theo Krieger                 |
| 104        | 13        | Vogelhochzeit                 | 9. Mai 2021        | Frank Stoye         | Thomas Brinx, Anja Kömmerling       |

## Staffel 9
Alle 13 Folgen der 9. Staffel wurden bereits vor der Erstausstrahlung, am 1. Mai 2022, in der ARD-Mediathek veröffentlicht.
| Nr. (ges.) | Nr. (St.) | Originaltitel              | Erstausstrahlung D | Regie       | Drehbuch                      |
| ---------- | --------- | -------------------------- | ------------------ | ----------- | ----------------------------- |
| 105        | 1         | Affentheater               | 8. Mai 2022        | Laura Thies | Thomas Brinx, Anja Kömmerling |
| 106        | 2         | Bleiben oder gehen?        | 8. Mai 2022        | Laura Thies | Thomas Brinx, Anja Kömmerling |
| 107        | 3         | Baumbewohner               | 15. Mai 2022       | Laura Thies | Martin Theo Krieger           |
| 108        | 4         | Kuaga heißt Abschied       | 15. Mai 2022       | Laura Thies | Martin Muser, Hanno Raichle   |
| 109        | 5         | Jagdfieber                 | 22. Mai 2022       | Dirk Regel  | Thomas Brinx, Anja Kömmerling |
| 110        | 6         | Heimweh                    | 22. Mai 2022       | Dirk Regel  | Thomas Brinx, Anja Kömmerling |
| 111        | 7         | Keine Spur von Bingo       | 29. Mai 2022       | Dirk Regel  | Martin Theo Krieger           |
| 112        | 8         | Tohuwabohu                 | 29. Mai 2022       | Dirk Regel  | Martin Theo Krieger           |
| 113        | 9         | Der verschwundene Pascha   | 12. Juni 2022      | Laura Thies | Martin Theo Krieger           |
| 114        | 10        | Ein Köder für die Schlange | 19. Juni 2022      | Laura Thies | Thomas Brinx, Anja Kömmerling |
| 115        | 11        | Ganter Gunther             | 19. Juni 2022      | Laura Thies | Thomas Brinx, Anja Kömmerling |
| 116        | 12        | Blindes Vertrauen          | 26. Juni 2022      | Laura Thies | Martin Muser, Hanno Raichle   |
| 117        | 13        | Liebe auf den ersten Blick | 26. Juni 2022      | Laura Thies | Thomas Brinx, Anja Kömmerling |

## Staffel 10
Die 13 Folgen der 10. Staffel wurden bereits vor der Erstausstrahlung in der ARD-Mediathek veröffentlicht. Die ersten 8 Folgen sind am 10. November 2023, die restlichen 5 Folgen am 5. April 2024 veröffentlicht worden.
| Nr. (ges.) | Nr. (St.) | Originaltitel               | Erstausstrahlung D | Regie           | Drehbuch                      |
| ---------- | --------- | --------------------------- | ------------------ | --------------- | ----------------------------- |
| 118        | 1         | Sitz und bleib              | 12. Nov. 2023      | Dirk Regel      | Thomas Brinx, Anja Kömmerling |
| 119        | 2         | #Waldau                     | 12. Nov. 2023      | Dirk Regel      | Martin Muser, Hanno Raichle   |
| 120        | 3         | Immer Ärger mit Cashew      | 12. Nov. 2023      | Dirk Regel      | Thomas Brinx, Anja Kömmerling |
| 121        | 4         | Free Karpfen                | 19. Nov. 2023      | Dirk Regel      | Thomas Brinx, Anja Kömmerling |
| 122        | 5         | Wer zuletzt lacht           | 19. Nov. 2023      | Dirk Regel      | Martin Theo Krieger           |
| 123        | 6         | Versprochen ist Versprochen | 19. Nov. 2023      | Dirk Regel      | Martin Muser, Hanno Raichle   |
| 124        | 7         | Sam und Sammy               | 26. Nov. 2023      | Laura Thies     | Thomas Brinx, Anja Kömmerling |
| 125        | 8         | Killerhund                  | 26. Nov. 2023      | Laura Thies     | Thomas Brinx, Anja Kömmerling |
| 126        | 9         | Ein geschicktes Paar        | 5. Mai 2024        | Anna Schuchardt | Martin Theo Krieger           |
| 127        | 10        | Smokey und der Prinz        | 12. Mai 2024       | Laura Thies     | Martin Muser, Hanno Raichle   |
| 128        | 11        | Das Kuhduell                | 12. Mai 2024       | Laura Thies     | Martin Muser, Hanno Raichle   |
| 129        | 12        | Nichts geht mehr            | 26. Mai 2024       | Anna Schuchardt | Anette Schönberger            |
| 130        | 13        | Freche Frettchen            | 26. Mai 2024       | Anna Schuchardt | Thomas Brinx, Anja Kömmerling |